# NGC 66
NGC 66 là một thiên hà xoắn ốc có rào chắn được Frank Muller phát hiện vào năm 1886 và nằm trong chòm sao Kình Ngư.